# James E. Webb (ingénieur du son)
Pour les articles homonymes, voir James Webb.
James E. "Jim" Webb est un ingénieur du son américain.

## Filmographie (sélection)
- 1971 : Mad Dogs & Englishmen (en) de Pierre Adidge
- 1975 : Nashville de Robert Altman
- 1976 : Buffalo Bill et les Indiens (Buffalo Bill and the Indians, or Sitting Bull's History Lesson) de Robert Altman
- 1976 : Les Hommes du président (All the President's Men) d'Alan J. Pakula
- 1979 : The Rose de Mark Rydell
- 1982 : Hammett de Wim Wenders
- 1982 : La Féline (Cat People) de Paul Schrader
- 1983 : Flashdance d'Adrian Lyne
- 1986 : L'Affaire Chelsea Deardon (Legal Eagles) d'Ivan Reitman
- 1986 : Le Clochard de Beverly Hills (Down and Out in Beverly Hills) de Paul Mazursky
- 1988 : Milagro (The Milagro Beanfield War) de Robert Redford
- 1989 : Turner et Hooch (Turner and Hooch) de Roger Spottiswoode
- 1990 : Dick Tracy de Warren Beatty
- 1990 : Pretty Woman de Garry Marshall
- 1993 : Sister Act, acte 2 (Sister Act 2: Back in the Habit) de Bill Duke
- 1996 : Les Hommes de l'ombre (Mulholland Falls) de Lee Tamahori

## Distinctions

### Récompenses
- BAFTA 1976 : BAFA du meilleur son pour Nashville
- Oscars 1977 : Oscar du meilleur mixage de son pour Les Hommes du président

### Nominations
- Oscars 1980 : Oscar du meilleur mixage de son pour The Rose
- BAFA du meilleur son
  - en 1977 pour Les Hommes du président
  - en 1981 pour The Rose
  - en 1984 pour Flashdance